# Saint-Pierre-du-Regard
Saint-Pierre-du-Regard é uma comuna francesa na região administrativa da Normandia, no departamento Orne. Estende-se por uma área de 9,3 km². Em 2010 a comuna tinha 1 433 habitantes (densidade: 154,1 hab./km²).